# 재키 브래들리 주니어
재키 브래들리 주니어(Jackie Bradley Jr., 1990년 4월 19일 ~ )는 미국의 야구 선수이다.

## 경력

### 메이저 리그 이전
1990년에 버지니아주 리치몬드에서 태어났다. 사우스캐롤라이나 대학교 졸업 후 2011년에 있었던 MLB 드래프트에서 보스턴 레드삭스에게 1라운드 전체 40순위로 지명을 받아 입단하게 된다.

### 보스턴 레드삭스
2013년 4월 1일에 있었던 뉴욕 양키스전에서 메이저 리그에 데뷔하였다.
2016년 시즌에는 규정타석을 채우면서 .267의 타율에 26개의 홈런, 그리고 메이저 리그 올스타 게임 출장 등 공격적인 면에서 최고의 시즌을 보냈다.
2018년 타격에서 부진한 모습을 보여주었지만(.234 타율), 중견수 포지션에서 시즌 내내 멋진 수비력을 뽐내며 생애 최초로 골드 글러브를 수상하였다. 또한 그해 아메리칸 리그 챔피언십 시리즈에서 타율 .200 2홈런 9타점 OPS 1.069의 성적을 거두며 존재감을 알렸다. 특히 2차전엔 결승 3타점 2루타, 3차전엔 쐐기 만루포를 터뜨렸고 4차전엔 결승 투런포를 터뜨리는 괴력을 뽐냈다. 시리즈에서 작성한 3안타 모두 결정적인 순간에 터트리면서 ALCS MVP에 선정되는 영광까지 누렸다. 이어진 월드 시리즈에서 LA 다저스를 4승 1패로 꺾으며 자신의 첫 번째 월드 시리즈 반지를 획득하였다.

## 수상 경력
- 메이저 리그 올스타 1회 : 2016년
- 골드 글러브 상 1회: 2018년
- 아메리칸 리그 챔피언십 시리즈 MVP 1회 : 2018년